# 뉴카이로

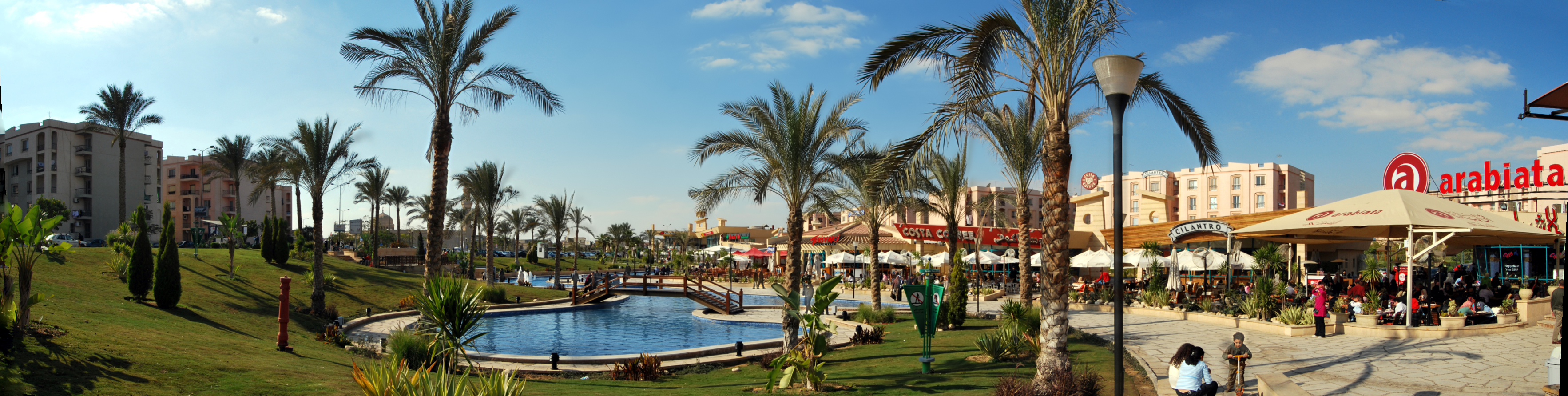

뉴카이로(New Cairo, 아랍어: القاهرة الجديدة el-Qāhera el-Gedīda[*])는 이집트 카이로주에 있다. 신행정수도와는 별개의 도시이다.